# Reinold Haesebrouck
Reinold Haesebrouck (Sint-Michiels, 5 oktober 1892 – Assebroek, 25 augustus 1951; ook bekend als Raymond Haesebrouck) was een oud-strijder en oorlogsinvalide. In 1922 koos hij uit vijf anonieme kisten het stoffelijk overschot van de soldaat die in het  graf van de onbekende soldaat in Brussel zou worden geplaatst.

## Levensloop
Reinold wordt op 5 oktober 1892 geboren in Sint-Michiels, als eerste van 8 kinderen. Hij werkt bij Jagers (het latere Bombardier) maar wordt ingelijfd als soldaat op 1 oktober 1912 bij de lansiers in Beverlo.
Tijdens de Eerste Wereldoorlog blijft hij soldaat, totdat hij op 24 oktober 1917 met zijn patrouille vijandelijke stellingen verkent in Diksmuide, waar het tot een gevecht komt. Hierbij wordt Reinold geraakt door granaatscherven in het gezicht, waarbij hij één oog verliest - het andere raakt hij later kwijt aan een zware ontsteking. Dokters zullen achteraf 42 scherven verwijderen, een laatste scherf uit het hoofd kon niet verwijderd worden omdat dit te gevaarlijk was. Hij verblijft tot eind 1918 in het militair 'hospitaal van de Konigin' in De Panne. Wanneer hij na de oorlog uit het militair hospitaal vertrekt, trouwt hij met Clara Van de Cayzele en vestigt hij zich in de Wantenstraat te Assebroek. 
Bij het oprichten van het Nationaal verbond der oorlogsinvaliden is hij de eerste die ingeschreven wordt.

### De onbekende soldaat
Op 10 november 1922 wordt de onbekende soldaat gekozen. Om de anonimiteit van de onbekende soldaat te waarborgen, wordt op vijf verschillende begraafplaatsen telkens een kist van een onbekende soldaat opgegraven. Deze kisten worden naar Brugge gebracht, waar Reinold - als blinde oorlogsinvalide - dan één kist aanduidt: de vierde van links. Dat het de vierde kist is, is niet toevallig; dit staat immers symbool voor de vier divisies van het toenmalige leger, namelijk de eerste lansiers, de eerste divisie, het eerste eskadron en de eerste sectie.
Acht oorlogsinvaliden - vier zonder rechterarm en vier zonder linkerarm - dragen de kist naar buiten, waarna deze in Brussel wordt ingezet.
Reinold Haesebrouck overlijdt op 25 augustus 1951 in Assebroek, waarna hij in Oostkamp wordt begraven. In Brugge wordt op 11 juni 2020 een parkje naar hem genoemd, vlakbij zijn voormalige woonst.

Begrafenisplechtigheid van de vier onbekende soldaten met Reinold Haesebrouck

Begrafenisplechtigheid van de vier onbekende soldaten met Reinold Haesebrouck

Reinold Haesebrouck en Clara Van de Cayzele tijdens een militaire plechtigheid

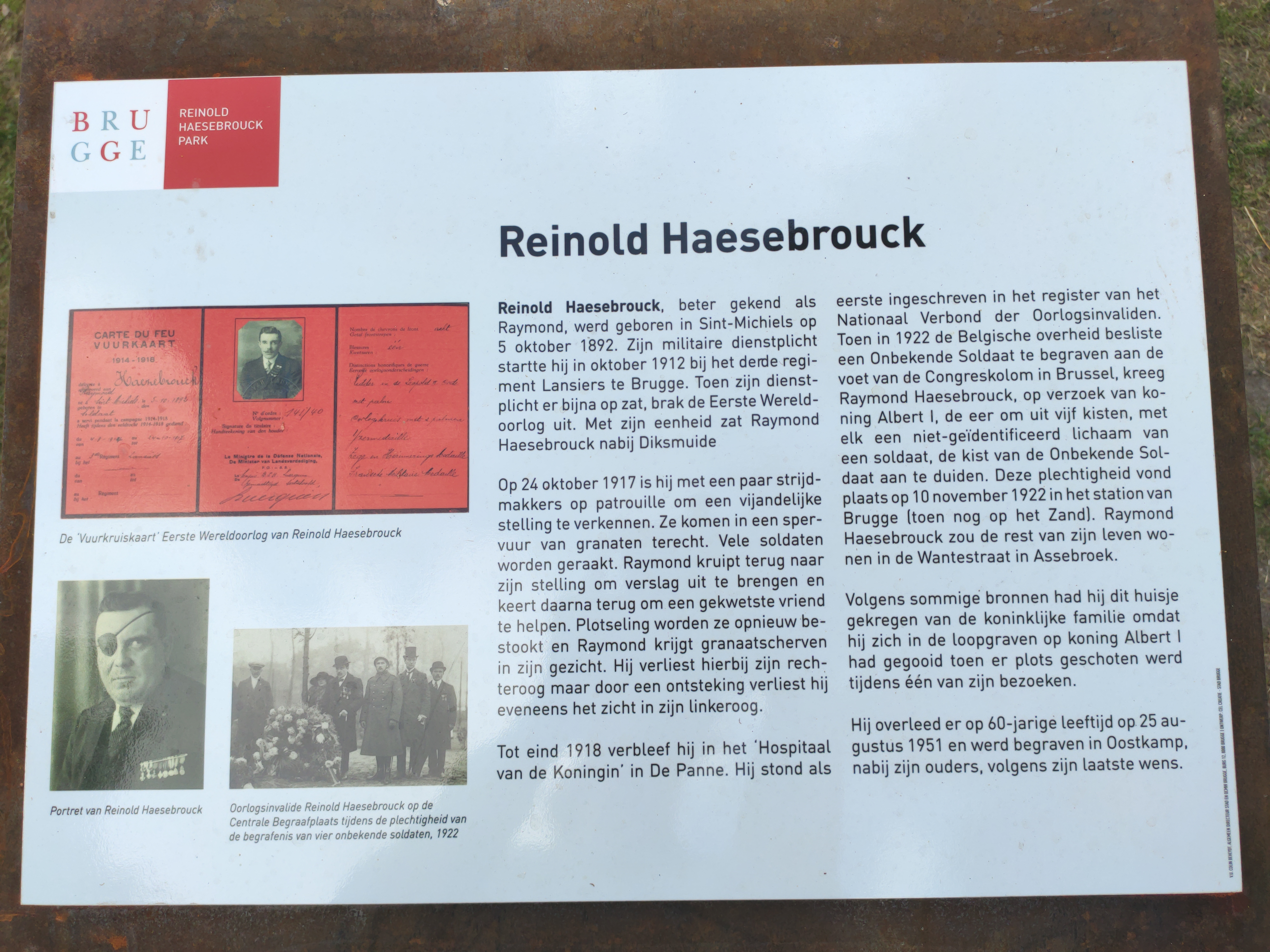
Informatiebord in het Reinold Haesebrouckpark